# Scaphiophis
Scaphiophis is een geslacht van slangen uit de familie toornslangachtigen (Colubridae) en de onderfamilie Colubrinae. 

## Naam en indeling
De wetenschappelijke naam van de groep werd voor het eerst voorgesteld door Wilhelm Peters in 1870.
Er zijn twee soorten, die allebei in de jaren zeventig van de negentiende eeuw zijn beschreven. 

### Soorten
Het geslacht omvat de volgende soorten, met de auteur en het verspreidingsgebied.
| Naam                      | Auteur        | Verspreidingsgebied |
| ------------------------- | ------------- | --- |
| Scaphiophis albopunctatus | Peters, 1870  | Oeganda, Kenia, Tanzania, Zambia, Soedan, Rwanda, Burundi, Congo-Kinshasa, Congo-Brazzaville, Angola, Centraal-Afrikaanse Republiek, Kameroen, Nigeria, Togo, Benin, Ghana, Ivoorkust, Guinee, Ethiopië |
| Scaphiophis raffreyi      | Bocourt, 1875 | Soedan, Eritrea, Ethiopië, Oeganda, mogelijk in Kenia |

## Verspreiding en habitat
De slangen komen voor in delen van Afrika en leven in de landen Oeganda, Kenia, Tanzania, Zambia, Soedan, Rwanda, Burundi, Congo-Kinshasa, Congo-Brazzaville, Angola, Centraal-Afrikaanse Republiek, Kameroen, Nigeria, Togo, Benin, Ghana, Ivoorkust, Guinee, Ethiopië, Soedan en Eritrea. 